# Müren Mutlu
Müren Fikret Mutlu (ur. 10 marca 1989) – turecki zapaśnik walczący w stylu wolnym. Brązowy medalista akademickich MŚ w 2012. Zajął siedemnaste miejsce na mistrzostwach Europy w 2013. Ósmy w Pucharze Świata w 2016. Siódmy na igrzyskach Solidarności Islamskiej w 2017 roku.